# Elias Brown
Elias Brown (* 9. Mai 1793 bei Baltimore, Maryland; † 7. Juli 1857 ebenda) war ein US-amerikanischer Politiker. Zwischen 1829 und 1831 vertrat er den Bundesstaat Maryland im US-Repräsentantenhaus.

## Werdegang
Elias Brown besuchte die öffentlichen Schulen seiner Heimat und schlug dann eine politische Laufbahn ein. Zunächst war er Mitglied der Demokratisch-Republikanischen Partei. Im Jahr 1820 war er einer der Wahlmänner bei der Wiederwahl von Präsident James Monroe. 1828 fungierte er als einer der Wahlmänner von Präsident John Quincy Adams, der bei diesen Wahlen gegen Andrew Jackson verlor. Etwa zur gleichen Zeit muss Brown zu Jackson und dessen damals neugegründeter Demokratischer Partei übergetreten zu sein.
Bei den Kongresswahlen des Jahres 1828 wurde Brown im fünften Wahlbezirk von Maryland in das US-Repräsentantenhaus in Washington, D.C. gewählt, wo er am 4. März 1829 sein neues Mandat antrat. Bis zum 3. März 1831 konnte er eine Legislaturperiode im Kongress absolvieren. Nach dem Amtsantritt von Präsident Jackson im Jahr 1829 wurde innerhalb und außerhalb des Kongresses heftig über dessen Politik diskutiert. Dabei ging es um die umstrittene Durchsetzung des Indian Removal Act, den Konflikt mit dem Staat South Carolina, der in der Nullifikationskrise gipfelte, und die Bankenpolitik des Präsidenten.
Nach dem Ende seiner Zeit im US-Repräsentantenhaus setzte Brown seine politische Laufbahn auf Staatsebene fort. In den Jahren 1834 und 1835 saß er im Abgeordnetenhaus von Maryland; von 1836 bis 1838 gehörte er dem Staatssenat an. In dieser Zeit muss er erneut seine Parteizugehörigkeit gewechselt haben, denn bei den Präsidentschaftswahlen von 1836 war er ein Wahlmann von William Henry Harrison, der für die Whig Party kandidierte. Im selben Jahr war Brown Delegierter auf einer Versammlung zur Überarbeitung der Verfassung von Maryland. Danach ist er politisch nicht mehr in Erscheinung getreten. Er starb am 7. Juli 1857 nahe Baltimore.